# Luis Mercedes Sánchez
Luis Mercedes Sánchez (Cariaco, Venezuela, 24 de septiembre de 1953-Vargas, 4 de febrero de 2005) fue un lanzador profesional venezolano quien firmó con los Astros de Houston, el 1.° de septiembre de 1971 y en 1972 se hizo profesional en el béisbol venezolano con los Tiburones de la Guaira, donde lanzó desde la temporada de 1972 - 1973 hasta la temporada de 1991 - 1992.

## Carrera profesional en las Grandes Ligas
Luis Sánchez fue firmado por los Astros de Houston en septiembre de 1971, a la edad de 16 años. Fue enviado a los Astros de Cocoa para comenzar su carrera en 1972. Allí, tuvo marca de 6-3 con efectividad de 2.54 en 71 entradas, permitiendo solo 55 hits, con 6 juegos completos entre sus 11 apariciones. Fue ascendido a la Liga del Medio Oeste en 1973, y tuvo marca de 5-9 con efectividad de 4.22 para los Cedar Rapids Astros al permitir 140 hits en 130 entradas.. De regreso con Cedar Rapids en 1974, Sánchez tuvo marca de 9-4, y lideró la liga con efectividad de 1.59. Sánchez dividió 1975 entre la MWL y la Liga Sur Doble A. Para los Dubuque Packers, tuvo marca de 2-3 con efectividad de 3.48 en 31 entradas, pero pasó la mayor parte del año con los Columbus Astros. Allí, tuvo marca de 6-12 con efectividad de 4.02.
El 24 de octubre de 1975 los Astros cambiaron a Sánchez y a Carlos Alfonso a los Rojos de Cincinnati por Joaquín Andújar. Los Rojos asignaron a Sánchez a los Tampa Tarpons de la Florida State League en 1976. En 2 juegos, tuvo marca de 0-2 con efectividad de 4.50 en 8 entradas, permitiendo 11 hits con 5 bases por bolas y 5 ponches.
Los Rojos lo liberaron el 28 de julio por experimentar dolores en el brazo derecho. Tras dos años de inactividad en Estados Unidos, reapareció en el béisbol organizado con los Metropolitanos de Caracas en la Liga Interamericana en 1979. De allí saltó al club mexicano Águilas de Veracruz, al cual le compraron su contrato los Angelinos de California el 10 de febrero de 1981 y exactamente dos meses después, el 10 de abril de 1981, se convirtió en el venezolano número 31 en debutar en las ligas mayores.
En 1989 intentó regresar a Estados Unidos. Aceptó invitación para entrenar con los Yanquis de Nueva York, pero no quiso quedarse en la sucursal AAA de la organización neoyorquina de la Liga Americana.
Su récord de por vida en las Grandes Ligas entre las temporadas de 1981 y de 1985 con los Angelinos fue de 28 triunfos y 21 derrotas, con 27 juegos salvados, 216 ponches y 145 boletos con efectividad de 3.75 en 194 partidos. Su mejor actuación en ligas mayores la cumplió el sábado 7 de mayo de 1983 al lanzar 5.2 entradas sin permitir carrera y propinó cuatro ponches, para apuntarse triunfo ante los Tigres de Detroit.

## Carrera profesional en Japón
En diciembre de 1985 Los Angelinos lo cambiaron a los Expos de Montreal y antes de comenzar los entrenamientos primaverales, su contrato fue negociado a Japón. Sánchez fue el primer lanzador Venezolano que actuó en el béisbol profesional de Japón.
Conocido como Mad Venezuelan (el Venezolano Loco) en Japón, Sánchez una vez intentó golpear al entrenador Mutsuo Minagawa. Cuando llamó tonto a Minagawa, fue multado con unos miles de dólares. Como cerrador de los Gigantes de Yomiuri de 1986, Sánchez tuvo marca de 4-1 con 19 salvamentos y efectividad de 2.32 y 42 K a 12 BB. Sánchez hizo el equipo All-Star ese año. También irrumpió una vez en el plato después de que un bateador japonés usó la palabra F en una confrontación con él. En su segunda temporada en Japón, Sánchez tuvo foja de 0-3 con 9 salvamentos y efectividad de 2.82, para una efectividad compuesta de 2.54 para Yomiuri.
De 1986 a 1987 actuó en 76 juegos con los Gigantes de Yomiuri. Dejó marca de 4-4 con 28 rescates y obtuvo una efectividad de 2.54.

## Carrera profesional en Venezuela
En la Liga Venezolana de Béisbol Profesional, Sánchez participó con los Tiburones de la Guaira durante 15 temporadas, en las cuales logró titularse como campeón en la 1982-1983 y en la 1985-1986 frente a los Leones del Caracas en ambas ocasiones.
En la temporada 1988-1989 que jugo con los Tiburones de la Guaira, Sánchez impuso marca de salvados para la franquicia con 13 rescates en 21 presentaciones y apenas permitió una carrera limpia en 31.1 entradas para efectividad de 0.29.
Sus últimas tres campañas las cumplió entre 1992 y 1995 con Caribes de Oriente. En 18 certámenes, participó en 233 desafíos y dejó balance de 23-27 con 38 juegos salvados y efectividad de 2.52.

## Fallecimiento
Víctima de una complicación cerebrovascular, dejó de existir a los 51 años de edad, en el Periférico de Pariata, estado Vargas el 4 de febrero de 2005.